# Маркета Пржемысловна
Маркета Пржемысловна или Маргарита Богемская (Малгожата; чеш. Markéta Přemyslovna, пол. Małgorzata Przemyślidka; 21 февраля 1296 — 8 апреля 1322) — чешская принцесса, дочь короля Чехии Вацлава II и его первой жены Юдиты Габсбург. Муж — Болеслав III Расточитель.

## Биография
В 1308 году Маркета вышла замуж за Болеслава III Расточителя, князя легницкого, бжегского, вроцлавского, калишского и опавского. Обручение было организовано её отцом.
С момента прибытия Болеслава к чешскому двору и после его помолвки с Маркетой король явно благоволил к нему; такое явное одобрение вызывало страх у ближайших родственников короля, которые видели в князе потенциального претендента на трон. Хотя у Вацлава II был сын, внезапная смерть короля в 1305 году и убийство его сына и наследника Вацлава III в Оломоуце год спустя, внезапно дали Болеславу шанс стать королём Чехии. Болеслав начал борьбу за чешский трон, приняв титул «наследник польского королевства» (haeres Regni Poloniae).
Чешский трон перешёл к Генриху Хорутанскому, который был женат на старшей сестре Маркеты, Анне. Генрих и Анна правили лишь в течение года, прежде чем Рудольф Габсбургский не сверг их. Он женился на Эльжбете Рыксе, которая была мачехой Маркеты. К 1307 году Рудольф умер, поэтому Генрих и Анна были приглашены обратно, однако их положение всё ещё не было в безопасности. Они обратили своё внимание на сестру Маркеты и Анны, Элишку. Элишка была юна и не замужем, а Анна и Генрих хотели, чтобы она вышла замуж за Оттона из Лобдабурга по политическим причинам, но Элишка отказалась. Вместо этого Элишка вышла замуж за Иоганна Люксембургского, который и сверг Генриха и Анну. Они уехали жить в Каринтию, где Анна умерла бездетной в 1313 году. Иоганн и Элишка стали королём и королевой Чехии. У них было много детей, в том числе император Священной Римской империи Карл IV и Бонна Люксембургская; к тому времени все шансы Болеслава и Маркеты стать королём и королевой Чехии исчезли.
Маркета умерла на следующий день после рождения ее младшего сына. В 1326 году Болеслав женился во второй раз на Екатерине Хорватской (ум. после 5 марта 1358 года), дочери бана Хорватии Младена III Шубича и внучке короля Сербии Стефана Уроша III Дечанского. Через своего отца Екатерина была также двоюродной сестрой Твртко I, первого короля Боснии. У них не было детей. В своем завещании Болеслав оставил бжегское герцогство своей вдове, которая правила им до самой своей смерти.

## Дети
У Маркеты и Болеслава было трое сыновей: 
- Вацлав I (1310/1318 — 2 июня 1364), князь легницкий
- Людвик I (1313/1321 — 6/23 декабря 1398), князь бжегский
- Николай (род. до 7 апреля 1322 — умер после 7 апреля 1322)